# Zgromadzenie Narodowe Laosu
Zgromadzenie Narodowe Laosu (laot. ສະພາແຫ່ງຊາດ; trb. Sapha Heng Xat) – jedyna izba parlamentu Laotańskiej Republiki Ludowo-Demokratycznej. Obecnie liczy 149 członków, wybranych na pięcioletnią kadencję.

## System elekcyjny
Zgromadzenie Narodowe składa się ze 149 deputowanych, wybieranych na pięcioletnią kadencję w jednomandatowych okręgach wyborczych, w których obowiązuje ordynacja większościowa, tzw. First Past the Post. W trakcie wyborów parlamentarnych w 2016 zmieniono statutową liczbę miejsc w parlamencie ze 132 na 149 ze względu na wzrost populacji – na każde 50 tysięcy obywateli przypada jeden deputowany, czyli nawet do 19 deputowanych na prowincję, przy czym na prowincje, które mają mniej niż 250 tysięcy obywateli, przypada po 5 deputowanych.
Bierne prawo wyborcze mają osoby, które ukończyły 21 rok życia, natomiast czynne prawo wyborcze te, które ukończyły 18 rok życia.

## Komitety
W parlamencie znajduje się 5 komitetów:
| Nazwa komitetu               | Przewodniczący                      |
| ---------------------------- | ----------------------------------- |
| ds. obrony (komitet stały)   | Khamsouk Vi Inthavong               |
| ds. finansów (komitet stały) | Villay Vong Bouddakham              |
| ds. finansów (komitet stały) | Eksavang Vongvichit                 |
| ds. równości płci            | komitet nieutworzony w tej kadencji |
| ds. praw człowieka           | komitet nieutworzony w tej kadencji |

W styczniu 2002 zostało zorganizowane Parlamentarne Zebranie Kobiet („Women's Caucus”), na którym pracowano nad poprawieniem laotańskiej legislacji tak, aby uwzględniała ona przemoc na tle płciowym. Na zebraniu m.in. została napisana rezolucja poruszająca problemy w parlamentach na tle płciowym, która później została przedstawiona w trakcie Azjatycko-Pacyficznego Forum Parlamentów („Asia-Pacific Parliamentary Forum”) w 2009. Zostały również zorganizowane szkolenia rozwijające cechy liderskie u kobiet, a także szkolenia z gender studies dla parlamentarzystów.

## Obecna kadencja
Ostatnie wybory parlamentarne w Laotańskiej Republice Ludowo-Demokratycznej odbyły się 20 marca 2016. Z 3 733 932 osób uprawnionych do głosowania, zagłosowało 3 657 026 (frekwencja 97,94%). W Laosie funkcjonuje system monopartyjny, więc jedyną partią uprawioną do posiadania własnej listy była Laotańska Partia Ludowo-Rewolucyjna. Startowało z niej 211 kandydatów i kandydatek, a wybranych zostało 149 deputowanych, w tym 41 kobiet (27,52%).
| Partia                              | Miejsca |
| ----------------------------------- | ------- |
| Laotańska Partia Ludowo-Rewolucyjna | 144     |
| Posłowie niezależni                 | 5       |